# Vácrátót vasútállomás
Vácrátót vasútállomás a Pest vármegyei Vácrátót külterületén található, a MÁV üzemeltetésében. Az állomás a 71-es Rákospalota-Újpest–Veresegyház–Vác és a 77-es Aszód–Galgamácsa–Vácrátót egyvágányú villamosított mellékvonalakon fekszik. Az állomás az utóbbi vasútvonal elágazó állomása is.
Közúti elérését a 2104-es útból kiágazó 21 323-as út teszi lehetővé.

## Története
Az állomás alacsony utasforgalma miatt 2022. augusztus 29-étől a Budapest-Nyugati és Vác között közlekedő S71-es személyvonatok nem állnak meg Vácrátóton. Egy munkanapokon reggel Budapest felé közlekedő S71-es és a szintén munkanapokon, csúcsidőszakban közlekedő G71-es gyorsított személyvonatok továbbra is megállnak a vonattalálkozások miatt.
2022. december 11-től 2023. június 16-ig az S77-es személyvonat is megáll az állomáson.

## Jellemzői
Az állomás felvételi épületében kap helyet a forgalmi iroda és a váróterem. A vasútállomásnak nincs jegypénztára, jegyértékesítésre egy darab jegykiadó automatát telepítettek, amelyen a belföldi vasúti jegyeken és bérleteken kívül a BKK havi bérleteit és napijegyeit és számos más magyar város helyi díjterméke is megválthatók.
Az állomás három vonatfogadó és -indító fővágánnyal és egy rakodó mellékvágánnyal rendelkezik. A fővágányok közül a második vágány az állomás átmenő fővágánya. Valamennyi fővágány rendelkezik szintben megközelíthető utasperonnal, azonban ezek burkolatlanok, nincsenek megemelve, és nem biztosított rajtuk az elsodrási határon kívüli tartózkodás, ezért a megközelítésük csak a vonat megállását követően szabad. Az állomáson az utastájékoztatás élőszóval történik, amihez a berendezést a forgalmi szolgálattevő kezeli.
Az állomáson Siemens–Halske típusú biztosítóberendezés üzemel, így az állomás biztosított szolgálati hely. a fővágányok mindkét irányban rendelkeznek kétfogalmú alak kijárati jelzővel, a bajáratokon háromfogalmú alak bejárati jelzőt alkalmaznak, a váltók pedig – egy kivételével – mind központi állításúak.

## Megközelítés tömegközlekedéssel
- Helyközi busz:  313, 314, 339, 342, 455[15]

## Forgalom
| Járat | Útvonal | Gyakoriság                |
| ----- | --- | ------------------------- |
| S71   | Budapest-Nyugati – Rákosrendező – Istvántelek – Rákospalota-Újpest – Rákospalota-Kertváros – Alagimajor – Fót – Fótújfalu – Fótfürdő – Csomád – Ivacs – Veresegyház – Erdőkertes – Vicziántelep – Őrbottyán – Rudnaykert – Váchartyán – Csörög – Máriaudvar – Vác-Alsóváros – Vác | Hétköznap 1 Budapest felé |
| G71   | Budapest-Nyugati – Rákospalota-Újpest – Fót – Fótújfalu – Ivacs – Veresegyház – Erdőkertes – Vicziántelep – Őrbottyán – Rudnaykert – Váchartyán – Vácrátót – Csörög – Máriaudvar – Vác-Alsóváros – Vác                                                                            | Csúcsidőben óránként      |